# (29442) 1997 NS4
1997 أن أس 4 (ويعرف أيضًا باسم (29442) 1997 أن أس 4 وفق تسمية الكوكب الصغير) (بالإنجليزية: 1997 NS4)‏ هو كويكب ضمن حزام الكويكبات؛ وترتيبه 29442 من حيث الاكتشاف.
اكتُشف هذا الجُرم الفلكي بواسطة OCA–DLR Asteroid Survey ‏ في 8 يوليو 1997.

## وصلات خارجية
- (29442) 1997 NS4 في قاعدة بيانات مختبر الدفع النفاث لأجرام النظام الشمسي الصغيرة

- الاكتشاف · مخطط المدار ·  العناصر المدارية · المعلمات المادية

- (29442) 1997 NS4 على موقع ويكي سكاي: DSS2, SDSS, GALEX, IRAS, Hydrogen α, X-Ray, Astrophoto, Sky Map, Articles and images